# امامزاده آزادمنجیر
امامزادهٔ آزادمنجیر مربوط به دوره قاجار است و در شهرستان سبزوار، بخش مرکزی، دهستان قصبه شرقی، روستای آزادمنجیر واقع شده و این اثر در تاریخ ۲۴ اسفند ۱۳۸۴ با شمارهٔ ثبت ۱۵۲۴۷ به‌عنوان یکی از آثار ملی ایران به ثبت رسیده است.